# Cycle Mahler par Bernstein

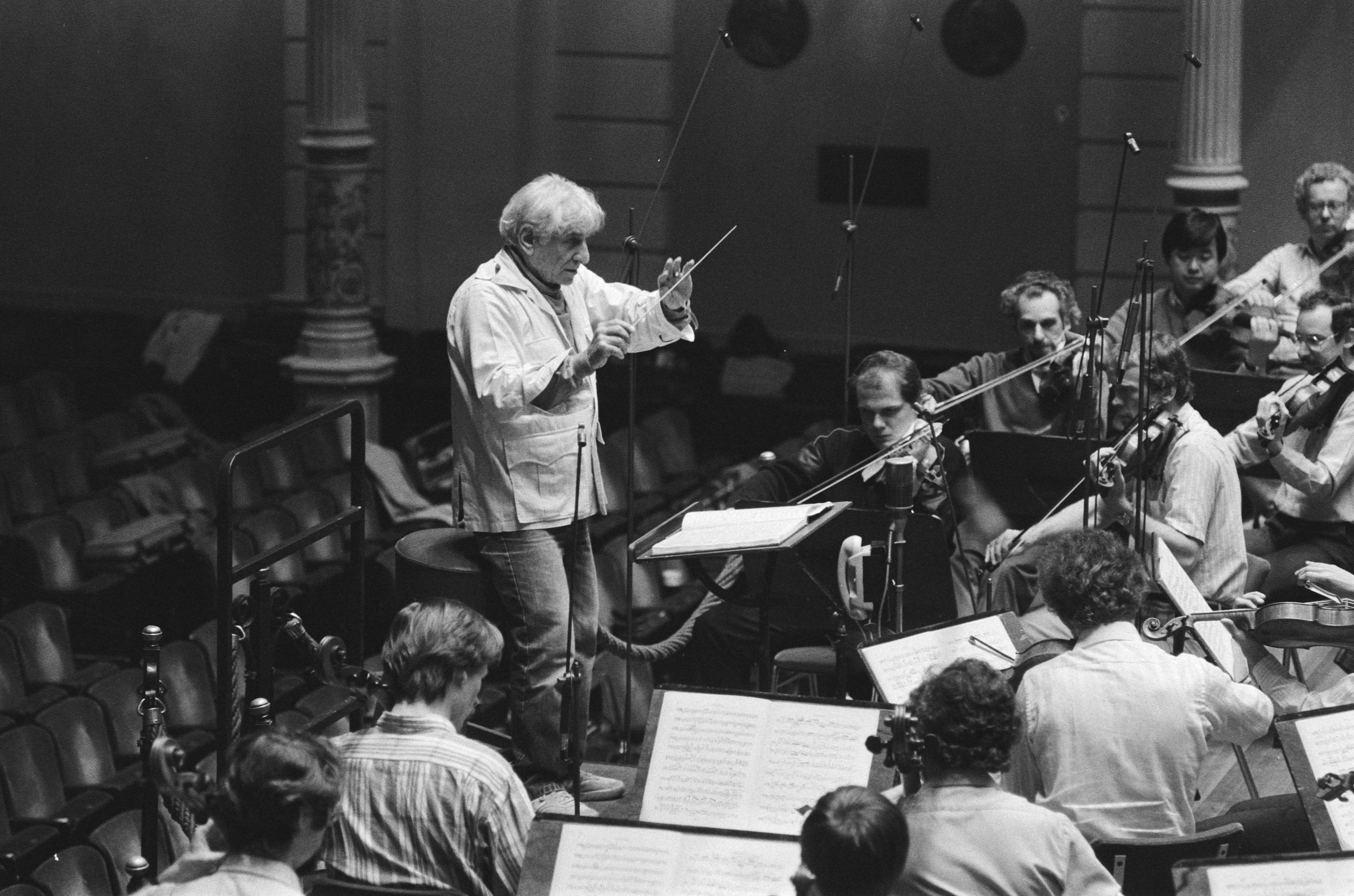
Leonard Bernstein en répétition, à la tête de l'orchestre du Concertgebouw d'Amsterdam lors du Holland Festival de 1985, où il dirigea la 4eme symphonie de Gustav Mahler.

Le cycle Mahler par Bernstein  se réfère généralement à deux enregistrements sonores d'intégrales des symphonies du compositeur Gustav Mahler, effectuées par le chef d'orchestre Leonard Bernstein, respectivement dans les années 1960 pour CBS Records et 1980 pour Deutsche Grammophon, et d'une intégrale filmée pour la télévision dans les années 1970.

## Historique
Si Bernstein a contribué à la redécouverte de Gustav Mahler, il ne fut pas le premier à diriger sa musique aux États-Unis. Le philharmonique de New York, orchestre dont il fut titulaire, avait programmé les œuvres du compositeur autrichien avec Bruno Walter ancien assistant de Mahler, et Dimitri Mitropoulos, tous deux à la tête de l'orchestre américain dans les années 1950. En tant qu'assistant du chef Artur Rodziński, Bernstein avait été confronté à la 2e symphonie en 1943, qui fut la première des symphonies mahlériennes qu'il dirigea en 1947.
Son rapport à Mahler, quasi fusionnel voire obsessionnel, est perçu comme une identification. Dans une lettre à sa sœur, il termine par ses mots : « Quand je dirige les œuvres de Mahler, il me semble jouer certaines des miennes. ». À sa mort il fut enterré avec la partition de la 5e symphonie. Cette identification se retrouve dans son parcours de compositeur qui, comme son homologue viennois, fonde son œuvre sur des éléments triviaux, populaires, et des références au judaïsme, notamment dans sa 3e symphonie « Kaddish ».
L'engagement de Bernstein pour la musique de Mahler l'amène aussi à défendre son œuvre hors des États-Unis. En 1966, alors qu'il dirige l'orchestre philharmonique de Vienne, il remet au programme de l'orchestre la 2e symphonie, qui n'avait pas été jouée depuis l'Anschluss de 1938, et ce, malgré un antisémitisme encore prégnant au sein de la formation viennoise - certains des musiciens de l'orchestre avaient d'ailleurs été membre du parti nazi. Bernstein dirigea régulièrement l'orchestre chaque saison dans les œuvres de Mahler à partir de 1983 jusqu'à 1990.

## Le premier cycle
Le premier cycle Mahler par Bernstein est la première intégrale en disques des symphonies de Gustav Mahler comprenant les symphonies 1 à 9 enregistrées entre 1960 et 1967, chez CBS (devenu Sony classical), suivent celles de Rafael Kubelík, de Maurice Abravanel et de Bernard Haitink, avant plusieurs autres dans les décennies suivantes. Bien que ce ne soient pas les premiers enregistrements des symphonies, Bernstein se fit le principal avocat de la redécouverte de Mahler dans les années 1960, en particulier aux États-Unis, et il a contribué à populariser des symphonies moins fréquemment jouées comme la 3e, la 6e, et la 7e. Pour ce premier cycle il dirige l'orchestre philharmonique de New York— le même orchestre que Mahler a conduit pendant un bref mandat de 1909 à sa mort en 1911 —, ainsi qu'une interprétation de la 8e symphonie avec l'orchestre symphonique de Londres. Il a par la suite ré-enregistré la 2e symphonie pour CBS avec l'orchestre symphonique de Londres en 1973, dont l'enregistrement a parfois été inclus dans des éditions ultérieures du cycle en disques compacts. Bernstein refusa de diriger la version à titre posthume de la symphonie no 10 complétée à partir des esquisses par le musicologue Deryck Cooke, il enregistra seulement le premier mouvement, adagio, avec l'orchestre philharmonique de New York dans les années 1970, aussi intégré dans des éditions ultérieures de l'intégrale en CD.

## Le deuxième cycle
Le second cycle Mahler par Bernstein est enregistré pour Deutsche Grammophon et profite alors des nouvelles technologies numériques d'enregistrement des années 1980, sortant à la fois en disque vinyles et en compact-disc. Dans ce nouveau cycle sont également engagés des orchestres étroitement liés à Mahler, soit par ses compositions, soit parce qu'il les a dirigés, qu'il s'agisse à nouveau de l'orchestre philharmonique de New York, de l'orchestre philharmonique de Vienne, ou de l'orchestre royal du Concertgebouw d'Amsterdam. Il fait appel aux dernières techniques d'enregistrement sur plusieurs prises de concert avec des séances supplémentaires pour corriger des erreurs mineures, pensant que c'était plus satisfaisant qu'une version exclusivement studio. La symphonie no 8 était en cours d'enregistrement lors de sa mort, il a fallu pour compléter le cycle reprendre une diffusion radio lors du festival de Salzbourg en 1975. Les interprétations des 5e et  1re symphonies sont souvent considérées par les critiques comme des améliorations par rapport au premier cycle, tout autant l'enregistrement de la 4e, malgré de vives critiques sur l'emploi par Bernstein du jeune garçon soprano Helmut Wittek dans le quatrième mouvement. Bien qu'il existe de nombreuses similitudes entre les deux cycles, son style de direction chez Deutsche Grammophon est souvent plus lent et plus fortement expressif que le cycle CBS.

## Le cycle en vidéo
Entre ces deux cycles en disques, Bernstein a dirigé l'intégrale des symphonies et le Chant de la terre filmés en vidéo pour Unitel dans les années 1970, avec l'orchestre philharmonique de Vienne et l'orchestre symphonique de Londres (dans la 2e symphonie - en conjonction avec l'enregistrement sonore chez CBS mentionné ci-dessus). Le film de la 8e symphonie (enregistré à Vienne) est une interprétation différente de celle de Salzbourg publiée dans le second cycle chez DG. Cette captation filmée des symphonies de Mahler est perçue comme la synthèse des deux cycles discographiques, conservant les qualités de jeunesse de la période CBS tout en annonçant les orientations du dernier cycle.

## D'autres enregistrements
Bernstein a fait deux enregistrements de Das Lied von der Erde: Vienne (1966) pour Decca avec deux chanteurs Dietrich Fischer-Dieskau et James King et en Israël (1972) pour CBS avec un pupitre plus classique constitué de Christa Ludwig et René Kollo. Il a également fait plusieurs enregistrements de cycles de lieder de Mahler, y compris les Kindertotenlieder et Lieder aus "Des Knaben Wunderhorn", quelquefois intégrés dans des rééditions des cycles orchestraux de CBS et Deutsche Grammophon.
Depuis sa mort, plusieurs de ses interprétations sont ressorties, issues de diffusions radiophoniques, et ont été distribuées commercialement, comprenant entre autres une 2e symphonie avec l'orchestre philharmonique de Radio France de 1958, et une 9e avec l'orchestre philharmonique de Berlin en 1979. De même, sur CBS, l'enregistrement du dernier mouvement de la 2e symphonie avec l'Orchestre Philharmonique d'Israël, partie d'un enregistrement intitulé  Hatikvah on Mt. Scopus, de 1967.

## Discographie
Par ordre chronologique des enregistrements et sorties.

### Éditions CBS
- Symphony No. 4 In G Major, Leonard Bernstein, New York Philharmonic, Reri Grist (soprano), 1960 Columbia Masterworks – MS 6152[10].
- Mahler, Symphony No. 3 In D Minor, Leonard Bernstein, New York Philharmonic, Martha Lipton (mezzo soprano) 1962 Columbia Masterworks – M2S 675[11].
- Mahler: Symphony No. 2 In C Minor - The Resurrection Symphony, Leonard Bernstein, New York Philharmonic, Lee Venora (soprano), Jennie Tourel (mezzo soprano), 1963 Columbia Masterworks – M2S 695[12].
- Mahler: Symphony No. 5 In C-Sharp Minor / Kindertotenlieder, Leonard Bernstein, New York Philharmonic, Jennie Tourel (soprano). 1963 Columbia Masterworks – M2S 698[13].
- Mahler: Symphony No. 7, Leonard Bernstein, New York Philharmonic. 1965 Columbia Masterworks – M2L 339[14].
- Mahler: Symphony No. 8, Leonard Bernstein, The London Symphony Orchestra. 1966 CBS – SET 2013[15].
- Mahler: Symphony No. 1 (revised version) Leonard Bernstein, New York Philharmonic, 1967 Columbia Masterworks – MS 7069[16].
- Mahler : Symphony No. 6 / Gustav Mahler Remembered Leonard Bernstein, New York Philharmonic, 1967 CBS – 77215[17].
- Mahler: Symphony No. 6 In A Minor, Symphony No. 9 In D, Leonard Bernstein, New York Philharmonic . 1967 Columbia Masterworks – M3S 776 (symph no 9 enregistrée en 1965)[18].
- Mahler: Kindertotenlieder / Symphony No. 10 (Adagio) Leonard Bernstein, Janet Baker, Israel Philharmonic Orchestra (Kindertotenlieder), New York Philharmonic (Symphony No. 10). 1975 Columbia Masterworks – M 33532[19].

#### Intégrales
- The Nine Symphonies Of Gustav Mahler, Leonard Bernstein, New York Philharmonic, The London Symphony Orchestra. 1967 Columbia Masterworks (édition limitée 14 vinyles)[20].
- The Symphonies Of Gustav Mahler Vol. 1 No. 1, 6 And 9 Leonard Bernstein, New York Philharmonic Orchestra. 1972 Columbia – M4X 31427[21].
- The Symphonies Of Gustav Mahler Vol. 2 No. 2 And 3 Leonard Bernstein, New York Philharmonic Orchestra. 1972 Columbia Masterworks – M4X 31432[22].
- The Symphonies Of Gustav Mahler Vol. 3 No. 4, 5, A Portrait Of Gustav Mahler Leonard Bernstein, New York Philharmonic Orchestra. 1972 Columbia Masterworks – M3X 31437[23].
- The Symphonies Of Gustav Mahler Vol. 4 No. 7 and 8 Leonard Bernstein, New York Philharmonic Orchestra, London Symphony Orchestra . 1972 Columbia Masterworks – M4X 31441[24].

- Gustav Mahler. Symphonies 1-10. Leonard Bernstein  1974, CBS – GM 15 (coffret de 15 vinyles)[25].

### Éditions Deutsche Grammophon
- Mahler: Symphonie No.9, Leonard Bernstein, Concertgebouworkest. 1986 Deutsche Grammophon – 419 208-2[26].
- Mahler: Symphonie No. 7, Leonard Bernstein, The New York Philharmonic Orchestra. 1986 Deutsche Grammophon – 419 211-2[27].
- Mahler: Symphonie No. 1, Leonard Bernstein, Concertgebouworkest Amsterdam. 1987 Deutsche Grammophon 427 303-2[28].
- Mahler: Symphonie No. 2 Resurrection/Auferstehung Leonard Bernstein, The New York Philharmonic Orchestra, Barbara Hendricks, Christa Ludwig, Westminster Choir. 1988 Deutsche Grammophon 423-396 423-497[29].
- Mahler: Symphonie No. 5, Leonard Bernstein, Wiener Philharmoniker. 1988 Deutsche Grammophon – 423 608-2[30].
- Mahler: Symphonie No. 4, Leonard Bernstein, Concertgebouworkest Amsterdam, Helmut Wittek. 1988 Deutsche Grammophon – 423 607-1[31].
- Mahler: Symphonie No. 6 Kindertotenlieder, Leonard Bernstein, Wiener Philharmoniker, Thomas Hampson (baryton). 1989 Deutsche Grammophon – DGG Digital Stereo 427 697-1[32].
- Mahler: Symphonie No. 3, Leonard Bernstein, The New York Philharmonic Orchestra, Brooklyn Boys Choir, Christa Ludwig. 1989 Deutsche Grammophon – 427 328-1[33].
- Mahler: Symphonie No. 8 - Symphonie No. 10 Leonard Bernstein, Wiener Philharmoniker (symphonie n° 8 enregistré en 1975, symphonie n° 10 (adagio) enregistré en 1974). 1991 Deutsche Grammophon – 435 102-2[34].

#### Intégrales
- Mahler: 10 Symphonien  Leonard Bernstein, New York Philharmonic, Concertgebouworkest Amsterdam, Wiener Philharmoniker. 1991 Deutsche Grammophon – 435 162 - 2 (13 cd)[35].
- Bernstein-Mahler, The complete symphonies & orchestral songs 1998 Deutsche Grammophon – 459 080 - 2 (16 cd)[36],[37]